# Лангедокский диалект
Лангедо́кский диалект — один из диалектов окситанского языка, распространённый в южной Франции в Лангедоке, Керси, Агене и Южном Перигоре.
Около десяти процентов населения Лангедока владеют этим диалектом, ещё 20 процентов его понимают. Все они говорят на французском как на родном или втором языке. Лангедокский диалект используется в основном сельскими жителями старше 50 лет.

## Особенности диалекта
К основным особенностям лангедокского относятся следующие черты (без учёта особенностей периферийных вариантов):
- сохранение смычных согласных на конце слова: cantat [kanˈtat] (в провансальском диалекте: [kãnˈta]);
- Сохранение конечного s: los òmes [luˈzɔmes] (в лимузенском : [luzɔˈmej]);
- Отпадение конечного n: occitan [utsiˈta] (в провансальском диалекте: [usiˈtãn]);
- Отсутствие палатализации сочетаний CA и GA : cantar, gal (в овернском диалекте: chantar, jal);
- сохранение конечного невокализированного -l : provençal (в провансальском и в гасконском диалектах: provençau) ;
- отсутствие различия между b и v (Бетацизм): vin [bi] (в овернском, лимузенском, провансальском: [vji], [vi], [vin]).

Ни одна из этих особенностей не является уникальной, ограниченной только лангедокским диалектом. Эти черты по отдельности присутствуют во многих других диалектах окситанского языка, что делает лангедокский одновременно центральным и консервативным. Поэтому некоторые лингвисты предлагали положить в основу стандартного окситанского именно лангедокский диалект.